# Sées

Sées este o comună în departamentul Orne, Franța. În 1 ianuarie 2022 avea o populație de 4.182 de locuitori.